# Смертекрил
Смертекрил (англ. Deathwing) — персонаж вигаданого всесвіту Warcraft, один з п'яти Аспектів Драконів і лідер чорних драконів. Коли титани покидали Азерот, вони дарували Нелтаріону владу над землею і її надрами, щоб той охороняв мир і спокій на цій планеті. Однак це благословення стало його прокляттям. Ув'язнені в надрах Азерота Старі Боги повільно, але впевнено підточували розум благородного дракона, нарешті звівши його з розуму. У своєму божевіллі він зрадив інших Аспектів і весь світ під час Війни Прадавніх.

## Біографія
Спочатку, Нелтаріон був чорним змієм, обраний титаном Каз'ґоротом, щоб стати одним з п'яти Аспектів Драконів, покликаних зберігати мир і спокій землі та надр Азерота. Нелтаріон був відомий своєю мудрістю і силою, яку він використовував, щоб кувати гори й річки на благо смертних рас. За свої старання на благо смертних його стали кликати Стражем землі. Решта Аспектів завжди вкрай шанобливо ставилися до свого могутнього родича, а Маліґос, хранитель магії, вважав його своїм найкращим другом.
Однак його зв'язок із земними надрами, що стали темницею для Старих Богів, став його слабким місцем. Рік за роком своїм пошептом з глибин вони підточували розум Нелтаріона, поступово звівши його з розуму. У своєму божевіллі він увірував, що смертні раси готові знищити все те, що створив Страж землі, а решта Аспектів тільки чекають слушного моменту, щоб зрадити його. Божевільний дракон не став чекати, коли його уявні вороги нападуть першим, і став сам готуватися до атаки.

### Війна Древніх

#### Початок війни
Коли Палаючий Легіон вторгся в Азерот, почавши Війну Прадавніх, Нелтаріон переконав інших Аспектів Драконів допомогти йому в створенні могутнього артефакту, Душі Дракона. Потай від інших Нелтаріон використовував душу ередарів, щоб завершити своє творіння. Не відаючи про підступний задум свого побратима, всі Аспекти і їх роди погодилися вкласти свою силу в артефакт, в той час, як сам Нелтаріон і його рід не стали цього робити, обдуривши інших. Спільними зусиллями дракони створили зброю, якій ніхто не міг що-небудь протиставити. Лише деякі, наприклад Коріалстраз запізно усвідомили, що і творці-дракони також не зможуть чинити опір власнику артефакту. Душа Дракона не могла подіяти лише на Нелтаріона, і він же був єдиною слабкістю артефакту.

#### Зрада Смертекрила
Під час другої битви поблизу Сурамару, Нелтаріон, нарешті, розкрив свій зрадницький план. Він використовував Душу Демона проти армій, як демонів, так і нічних ельфів. Він закликав усіх підкоритися йому, істинному володареві світу. Однак Маліґос, який вважав Нелтаріона своїм найкращим другом, в гніві зі своєю зграєю напав на зрадника. Використовуючи Душу Дракона, Нелтаріон знищив практично всю синю зграю, а сам поранений Аспект магії був змушений тікати. Зрада Нелтаріона стало великим ударом для решти Аспектів, але страх бути знищеними слідом за родом Синіх драконів скував їх, змусивши сховатися від зрадника і його зграї.
Однак сила артефакту була надмірна навіть для могутнього Аспекта. Перш прекрасний чорний дракон з прожилками золота, срібла і жеодами дорогоцінних каменів, подібно скелі, повільно перетворювався на потворну тінь самого себе. Його груди розкрилася, оголюючи полум'яніюче серце, а луска опала. Лише за допомогою посіпак-гоблінів, які викували зраднику обладунки, його тіло не розпадалося.
І демони, і нічні ельфи були вражені руйнівною потужністю Душі Дракона, і кожна зі сторін конфлікту вирішила добути цей артефакт. Малфуріон Лютошторм, Крас і Брокс з одного боку та Іллідан Лютошторм і капітан королівської гвардії Варо'тен з іншого. Пройшовши через Смарагдовий Сон Малфуріон зумів викрасти Душу Дракона, ледь уникнувши гніву розлюченого дракона, проте потім був схоплений братом і Варо'Теном. Нелтаріон зважився на зовсім безрозсудний вчинок, і напав на Джерело Вічності, точку вторгнення демонів. Лише на короткий момент йому вдалося знову отримати у свої лапи могутній артефакт, перш ніж він був відкинутий власним творінням. Величезний сплеск сили Душі Демона понівечив Смертекрила і відкинув його далеко за межі Джерела.
Після перемоги над Палаючим Легіоном, закриттям порталу та Великим розколом, що залишилися, чотири Аспекти сховали Душу Дракона так, щоб Смертекрил ніколи не знайшов її, і наклали могутні чари, які не дозволили б їх божевільному брату використовувати її знову. Смертекрил, побачивши в цьому зраду, поклявся вічно мстити Аспектам. Землі Калімдору, залишившись без свого охоронця і захисника, стали нестабільними, по всьому світу прокотилися землетруси та виверження вулканів, що тільки посилило запустіння після втрати Джерела Вічності.

### Друга війна
Десять тисяч років по тому, під час Другої війни, Смертекрил виявив місцезнаходження Душі Дракона. Хоча сам він не міг опанувати її через чари Аспектів, він вирішив використовувати для цих цілей смертних. Нарешті, дракон знайшов ідеальних пішаків для свого плану: орків з клану Драконячої Пасті. Смертекрил насилав бачення вождю клану Зулугеда змучений з образами могутнього артефакту. Коли Зулугед знайшов Душу Дракона, він віддав її чорнокнижнику Некросу Подрібнювачу Черепів. Навіть не знаючи, яка сила міститься в артефакті, орк зумів підпорядкувати собі Алекстразу, Аспекта Червоної зграї.
Щоб повністю контролювати дії клану Драконячої Пасти, Смертекрил послав свого вірного прислужника-гобліна, як «радника». Таким чином, орки Драконячої Пасти стали слугами Смертекрила, готові виконувати його плани в Азероті.
Після того, як Нер'зул знову відкрив портал в Азерот, його орки зіткнулися зі Смертекрилом. Однак той запропонував їм своїх дітей (насправді схильних до псування дітей полоненої Алекстрази) в обмін на безпечний прохід на Дренор. Угода відбулася, до того ж Смертекрил допоміг оркам підготуватися до кількох битв, які стояли їм під час виконання їх завдання: видобутку могутніх артефактів для відкриття порталів з Дренора.
На Дренорі Смертекрил залишив кілька яєць чорних драконів, сподіваючись, що в цьому світі вони будуть в безпеці. Однак загони Експедиції Альянсу виявили лігво Смертекрила в Дренорі. Знищили частину яєць. Переможений Смертекрил повернувся в Азерот, але відразу ж був змушений зіткнутися з магами Даларану. Інсценувавши власну смерть, Аспект зник і ненадовго ліг на дно.

### World of Warcraft
Смертекрил сховався від гніву Аспектів в Підземелля, зализуючи рани та вичікуючи, коли випаде зручна можливість завдати удару у відповідь. Замість нього на арену виходять його діти, особливо Оніксія і Нефаріан які за відсутності свого батька, спробували самостійно захопити світ. Оніксія пішла по стопах свого батька, ставши регентом при малолітньому королі Штормовію, Андуїні Рінні. Нефаріан, тим часом видавав себе за людину, на ім'я Віктор Нефарій, володаря Чорної гори в палаючому степу. Йому вдалося поневолити клан орків Чорної гори, який служив йому на вершині Чорної гори.

## Особистість
До зради Нелтаріона поважали всі дракони. Алекстраза часом шкодувала, що Нелтаріон не належить до її зграї, інакше б він неминуче став би її чоловіком. Коріалстраз поважав Вартового землі за його впевнену неквапливість і проникливість і в молодості намагався його наслідувати. Маліґос вважав Смертекрила своїм кращим другом, не упускаючи момент обговорити з ним якусь дрібницю, або відпустити жарт в бік інших драконів.Однак Старі Боги глибоко проникли в розум Нелтаріона, що він перестав розрізняти голос власного розуму і їх шепіт. До початку Війни Прадавніх, Нелтаріон вміло розігрував колишнього, мудрого і могутнього Аспекта. Попри удаване безумство Смертекрил зберіг свою проникливість. Під личиною Давала Престора, він вів вмілу політичну гру, маніпулюючи правителями Альянсу Лордерона, зіштовхуючи їх між собою і таким чином прибираючи непотрібних. У підсумку, лише деякі змогли пов'язати зникнення лорда Престора і поразки Смертекрила при Ґрим Батолі, що дозволило його нащадкам, наприклад Оніксії, без проблем продовжити справу батька по руйнуванню Альянсу зсередини.